# Плита Наска

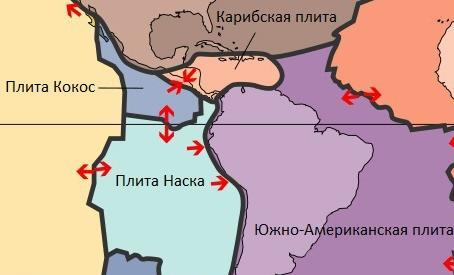
Плита Наска

Плита Наска (исп. Nazca) — литосферная плита, расположенная в восточной части Тихого океана. Плита получила своё название по названию одноимённого плато в Перу.
Земная кора океанического типа. На восточной границе плиты Наска образовалась зона субдукции, связанная с наплыванием Южно-Американской плиты на погрузившуюся под неё плиту Наска. Эта же причина обусловила формирование складчатой области на западе Южной Америки — горы Анды.